# عملية رينهارد
عملية راينهارد أو عملية راينهارت أو أكتيون راينهارد (بالألمانية: Aktion Reinhardt) الاسم الرمزي للخطة السرية الألمانية في الحرب العالمية الثانية لإبادة يهود بولندا في الحكومة العامة في بولندا التي تحتلها ألمانيا. تميزت هذه المرحلة الأكثر دموية في الهولوكوست بإدخال معسكرات الإبادة.
تم إرسال ما يصل إلى مليوني يهودي إلى معسكرات بيلزك وسوبيبور وتريبلينكا لقتلهم في غرف الغاز المصممة لهذا الغرض. بالإضافة إلى ذلك، تم تطوير -منشآت القتل الجماعي باستخدام زيكلون ب، في نفس الوقت تقريبًا في معسكر اعتقال مايدانيك وفي أوشفيتز الثاني-بيركيناو، بالقرب من معسكر أوشفيتز الأول الذي أنشئ سابقًا للسجناء من العرق البولندي.

## خلفية
تم إنشاء أول معسكرات الاعتقال في ألمانيا النازية في عام 1933 بمجرد تولي النظام الاشتراكي الوطني السلطة. لقد أستغلوبالإكراه للعمل كعبيد. توسع نظام المعسكر بشكل كبير مع الغزو النازي السوفيتي لبولندا في بداية الحرب العالمية الثانية في سبتمبر 1939. بدأت الشبكة الجديدة من معسكرات الاعتقال النازية التي بناها شوتزشتافل في ألمانيا (بما في ذلك النمسا) وبولندا وأماكن أخرى في أوروبا في استغلال الأسرى الأجانب في صناعة الحرب. بدأ السجناء بالموت بعشرات الآلاف من الجوع والأمراض التي لم تتم معالجتها، أو عمليات الإعدام دون محاكمة التي تهدف إلى زرع الرعب. تم افتتاح معسكر اعتقال Soldau في سبتمبر 1939. كما تم في سبتمبر بناء معسكر الاعتقال شتوتثوف، حيث تم إنشاء 40 معسكرًا فرعيًا متتاليًا لتحقيق أقصى ربح.  أكثر معسكرات العمل بالسخرة المعروفة هي ماوتهاوزن واخاو وبيرغن بيلسن وجروس روزن (100 معسكر فرعي)،  رافينسبروك (70 معسكرًا فرعيًا)،  وأوشويتز (44 مخيمًا فرعيًا في النهاية)، وأماكن أخرى. 
بعد أن بدأت الحرب الألمانية السوفيتية، قرر النازيون تنفيذ الحل الأوروبي الشامل للقضية اليهودية. في يناير 1942، أثناء اجتماع سري للزعماء الألمان برئاسة راينهارد هايدريش، تمت صياغة عملية راينهارد؛ قريبا ستصبح خطوة كبيرة في القتل المنهجي لليهود في أوروبا المحتلة، بدءا من حي الحكومة العامة في بولندا التي تحتلها ألمانيا. في غضون أشهر، تم بناء ثلاثة معسكرات سرية للغاية (في Bełżec وSobibór وتريبلينكا) لقتل عشرات الآلاف من اليهود كل يوم بكفاءة. تختلف هذه المعسكرات عن معسكرات أوشفيتز وماجدانيك، لأن هذه المعسكرات كانت تعمل في البداية كمخيمات للسخرة قبل أن تصبح معسكرات للموت. على عكس معسكرات الإبادة «المختلطة»، لم تحتفظ معسكرات الإبادة في عملية رينهارد بأي سجناء، إلا كوسيلة لتعزيز الغرض الوحيد للمخيمات المتمثل في القتل. عدد قليل جدًا من اليهود الذين نجوا من الموت (لا سيما اثنان منهم في بيتيك)،  كانوا أعضاء في ساندركوماندوس. قُتل جميع الضحايا الآخرين لدى وصولهم.
لقد تم اختبار الجهاز التنظيمي الذي يقف وراء خطة الإبادة الجديدة بالفعل أثناء برنامج القتل الرحيم أكتيون تي4 الذي انتهى في أغسطس 1941، والذي أسفر عن مقتل أكثر من 70,000 من الرجال والنساء والأطفال البولنديين والمعاقين. تم منح جميع ضباط قوات الأمن الخاصة المسؤولين عن أكتيون تي4، بما في ذلك كريستيان ويرث وفرانز ستانغل وإرمفريد إيبرل، جميعهم أدوارًا رئيسية في تنفيذ «الحل النهائي» في عام 1942.

## الاسم التشغيلي

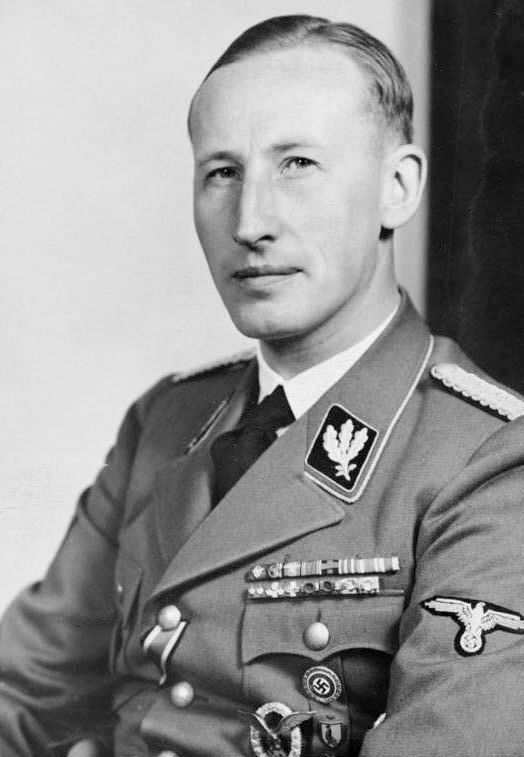
راينهارد هايدريش

## معسكرات الموت

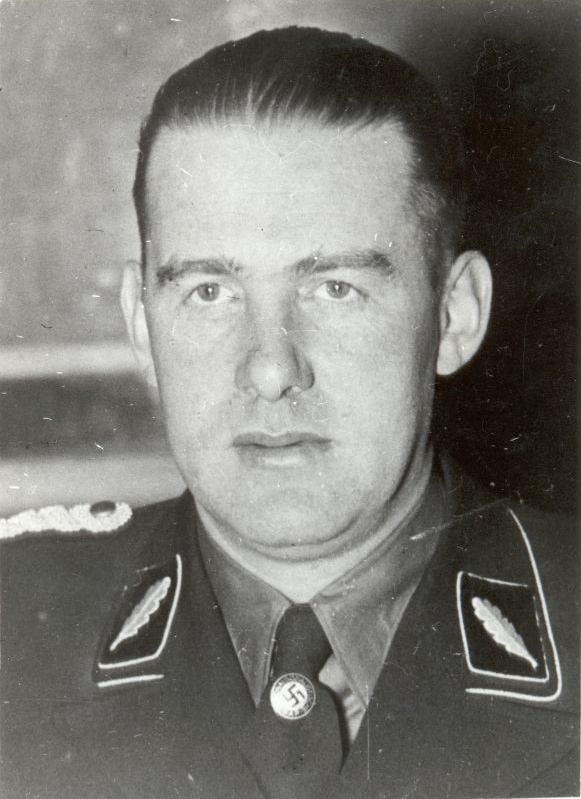
قائد الشرطة أوديلو جلوبوسنيك المسؤول عن العملية